# 普里亞莫巴爾卡
45°53′31″N 29°18′1″E / 45.89194°N 29.30028°E
普里亞莫巴爾卡（烏克蘭語：Прямобалка）是位於烏克蘭西南部的村莊，由敖德萨州博爾赫拉德區的阿爾齊茲市鎮負責管轄。該村始建於1944年，面積1.63平方公里，海拔高度62米，2001年人口1,075。